# 帕蓬德
帕蓬德（Phaphund），是印度北方邦Auraiya县的一个城镇。总人口15341（2001年）。

## 人口
该地2001年总人口15341人，其中男性8145人，女性7196人；0—6岁人口2826人，其中男1495人，女1331人；识字率61.89%，其中男性为67.26%，女性为55.82%。